# Gai Aureli Cota (cònsol 75 aC)
Gai Aureli Cota (en llatí: Gaius Aurelius Cotta) va ser germà del tribú de la plebs Luci Aureli Cota i del cònsol Marc Aureli Cota. Va néixer l'any 124 aC i la seva mare es deia Rutília.
Era amic del tribú Marc Livi Drus, que va ser assassinat el 91 aC. Aquell mateix any va aspirar al tribunat, però no va ser elegit, i al cap de pocs mesos se'n va anar a l'exili voluntari per evitar ser condemnat per la Lex Varia, que ordenava investigar públicament a tots aquells que privadament o pública havien donat suport a les reclamacions de ciutadania dels aliats italians.
Va tornar a Roma el 82 aC quan Sul·la era dictador. L'any 75 aC va ser cònsol juntament amb Luci Octavi. En el seu any de mandat, es va guanyar l'hostilitat dels optimats per una llei, la Lex Aurelia judiciaria, que retornava al tribunat les facultats de què havia estat privat per Sul·la. La natura exacta d'aquesta llei no es coneix, però Ciceró esmenta la lex de judiciis privatis que va ser abolida l'any següent. Durant el seu consolat va signar un tractat amb el rei Hiempsal II de Mauritània.
Al final del mandat va obtenir la Gàl·lia com a província i encara que allí no va fer cap guerra autèntica, en tornar va demanar els honors del triomf que li van ser acordats. Però el dia abans de la celebració se li va obrir una antiga ferida i a causa d'això va morir el mateix dia.
Va ser considerat un dels més grans oradors del seu temps i alguns fragments dels seus discursos s'han conservat a la Historiae de Sal·lusti. També va estudiar filosofia i Ciceró el situa com interlocutor a De Oratore i al tercer llibre de De natura deorum on dona suport a la causa dels acadèmics.